# Neocoenyra fulleborni
Neocoenyra fulleborni är en fjärilsart som beskrevs av Friedrich Thurau 1903. Neocoenyra fulleborni ingår i släktet Neocoenyra och familjen praktfjärilar. Inga underarter finns listade i Catalogue of Life.